# 샤스타설당
샤스타설당(학명: Neviusia cliftonii)은 장미과 벚나무아과 황매화족 설당속에 속하는 희소한 관목식물로, 서식지가 미국 캘리포니아주 샤스타군에서만 국한되어 있다. 현재까지 샤스타호 인근 산악 지대에서 서식이 총 25회 보고되었다. 1992년 신종으로 분류되기 전까지 본 식물이 속해 있는 설당속은 설당 1종만이 존재하는 단형종으로 간주되었다.